# Kópavogur
Kópavogur (letterlijk: baai van de zeehondenpuppy's) is met meer dan 35.000 (2018) inwoners de op een na grootste stad in IJsland na Reykjavík. De stad ligt ten zuiden van Reykjavík en behoort tot de regio Groot-Reykjavík, en vormt de gemeente Kópavogsbær in de regio Höfuðborgarsvæðið.
Kópavogur bestaat voornamelijk uit woonwijken, maar kent ook een grote commerciële en industriële activiteit. Smáratorg 3, het hoogste gebouw van het land, staat in Kópavogur.
Kópavogurs belangrijkste sportclubs zijn Breiðablik Kópavogur en HK Kópavogur.

## Geschiedenis
Kópavogur is historisch gezien interessant als de plaats waar in 1622 de papieren werden ondertekend waarin Denemarken de volledige soevereiniteit over IJsland garandeerde.
Tot in de jaren 1930 was het plaatsje nauwelijks bewoond, tot de stad werd ontdekt als bouwgrond voor vakantiewoningen van de inwoners van Reykjavík. De trek van IJslanders vanuit de afgelegen gebieden naar het hoofdstedelijk gebied zorgde vervolgens voor een snelle groei van de bevolking.

## Cultuur
De stad voorziet in een veelvoudig cultureel aanbod, zoals instellingen als de omvangrijke kunstverzameling van het in 1994 geopende museum Gerðarsafn met hoofdzakelijk werken van IJslandse kunstenaars, zoals de beeldhouwster Gerður Helgadóttir. Interessant is ook het natuurhistorische museum (Náttúrufræðistofa Kópavogs) met de afdelingen zoölogie en geologie.

## Stedenbanden
- Klaksvík (Faeröer)
- Mariehamn (Åland)
- Nampa (Verenigde Staten)
- Norrköping (Zweden)
- Odense (Denemarken)
- Tampere (Finland)
- Tasiilaq (Groenland)
- Trondheim (Noorwegen)
- Wuhan (China), sinds 2007

## Geboren in Kópavogur
- Sverrir Ingi Ingason (1993), voetballer
- Glódís Perla Viggósdóttir (1995), voetbalster
- Herra Hnetusmjör (1996), rapper
- Alfons Sampsted (1998), voetballer
- Andri Baldursson (2002), voetballer